# Coussergues
Coussergues ist eine ehemalige französische Gemeinde mit 256 Einwohnern (Stand 1. Januar 2022) im Département Aveyron in der Region Okzitanien.
Mit Wirkung vom 1. Januar 2016 wurde sie mit Palmas und Cruéjouls zu einer Commune nouvelle mit dem Namen Palmas d’Aveyron zusammengeschlossen. In der neuen Gemeinde besitzt sie den Status einer Commune déléguée.

## Lage
Coussergues liegt etwa 145 Kilometer nordöstlich von Toulouse und 25 Kilometer nordöstlich von Rodez, dem Hauptort (chef-lieu) des Départements. 
Nachbarorte sind Cruéjouls im Nordwesten, Pierrefiche im Nordosten, Vimenet im Südosten, Gaillac-d’Aveyron im Süden und Palmas im Südwesten. Das Gebiet wird vom Fluss Serre tangiert, der wenige Kilometer westlich der Gemeinde als rechter Nebenfluss in den Aveyron mündet.

## Bevölkerungsentwicklung
| Jahr      | 1962 | 1968 | 1975 | 1982 | 1990 | 1999 | 2008 | 2013 |
| --------- | ---- | ---- | ---- | ---- | ---- | ---- | ---- | ---- |
| Einwohner | 281  | 268  | 213  | 210  | 207  | 201  | 229  | 283  |

## Sehenswürdigkeiten
- Belfried
- Kirche Saint-Pierre

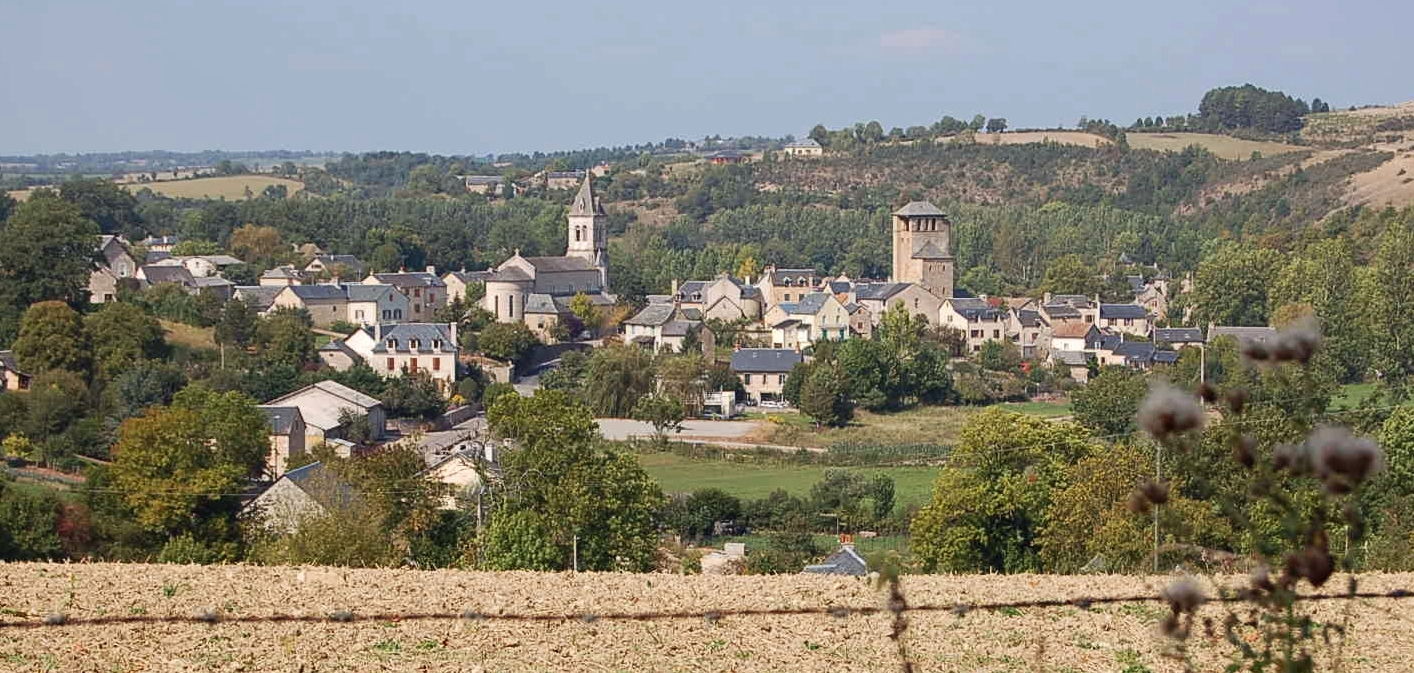
Coussergues – Dorfpanorama
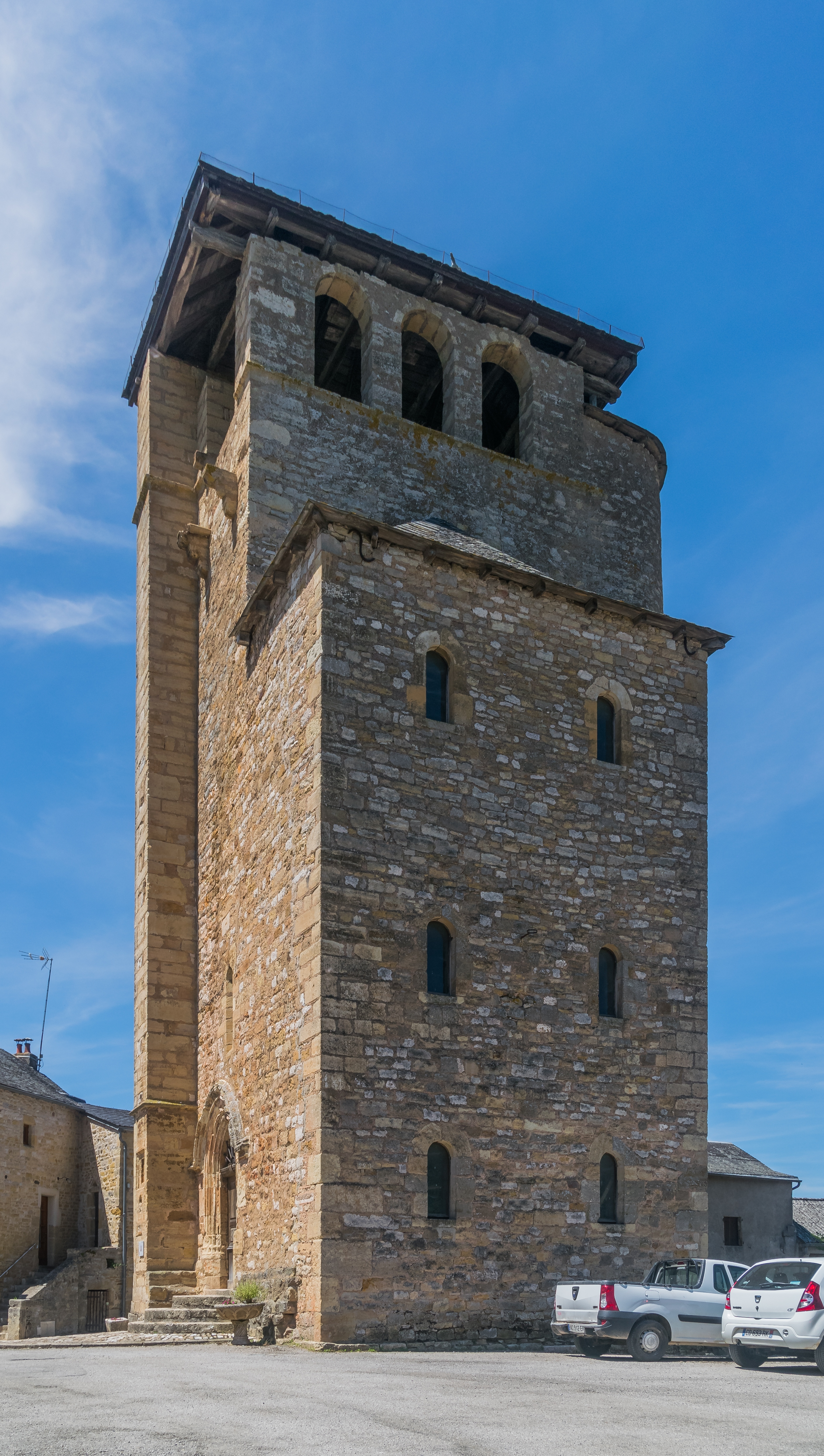
Belfried von Coussergues
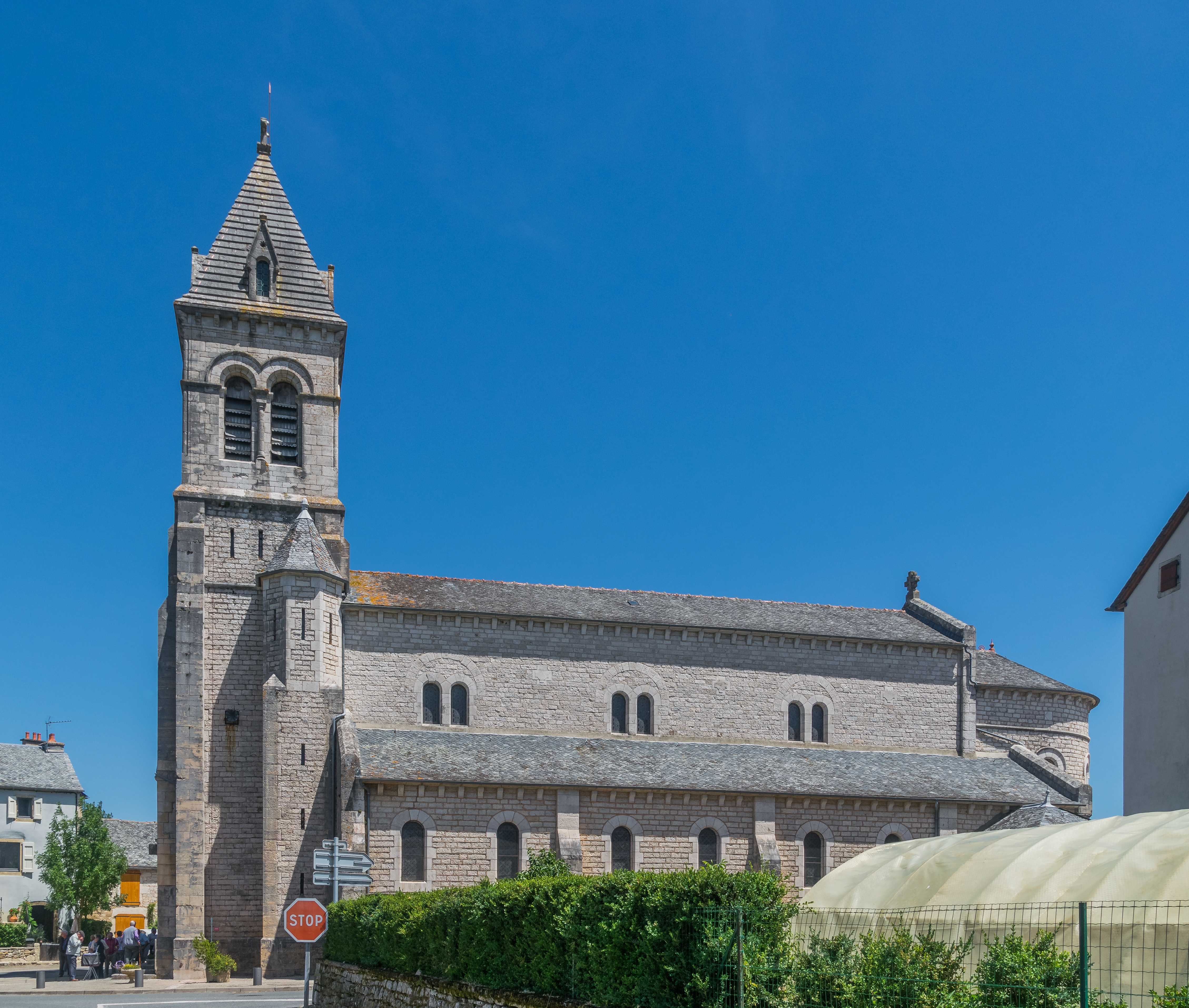
Kirche Saint-Pierre